# 木之子村
木之子村（きのこそん）は、岡山県後月郡にあった村。現在の井原市木之子町にあたる。

## 概要
高梁川水系小田川の右岸、同川に支流・稲木川が合流する付近に位置。
「木々の村」と称されていたものが、木之子村に改められた。

## 歴史
江戸時代、毛利氏の支配を経て慶長5年（1600年）幕府領となる。同7年（1602年）旗本楢村氏領となるが寛永5年（1628年）楢村氏改易となる。同8年（1631年）幕府領、元禄10年（1697年）西江原藩領、宝永3年（1706年）幕府領を経て、文政10年（1827年）一橋家領となる。その他、旗本高山氏領、長川寺領も存在した。

### 年表
- 1889年（明治22年）6月1日：町村制の施行により、後月郡木之子村が単独で村制施行し木之子村が発足[1][2]。大字は編成せず[2]。
- 1950年（昭和25年）6月1日：後月郡井原町上出部の一部（笹井地区）を編入[1][2][3]。
- 1953年（昭和28年）4月1日：後月郡井原町・西江原町・高屋町・荏原村・県主村・青野村・山野上村、小田郡大江村・稲倉村と合併して、市制施行し井原市を新設して廃止された[1][2]。合併後、井原市木之子町となる[2]。

## 産業
- 農業、桃、葉煙草、藺草、綿織物[2]

## 出身著名人
- 馬越恭平